# Napoléonsgaard
El Napoléonsgaard és una muntanya de 547 metres d'altitud, que es troba a la comuna de Rambrouch, del districte de Diekirch al cantó de Redange i a l'oest de Luxemburg.